# 남면북양
남면북양 정책(南棉(綿)北羊政策)은 1930년대에 조선총독부가 조선의 농민에게 강요한 정책으로 일본 제국의 공업 원료 증산 정책의 하나다. 한반도의 남쪽에서는 면화를 재배하게 하고, 북쪽에서는 가구당 5마리씩 양을 사육하게 한 정책이다. 
조선의 관점에서는 남면북양 정책을 시행하기 전에 산미증식계획이 실패로 돌아가는 과정에서 일본 제국이 산미증식계획을 대체할 수탈 수단으로 한반도에서 취한 식민지 정책이다.
일본 제국의 관점에서는 조선 반도를 값싼 원료 공급기지로 삼아, 일제의 병참기지화와 당시 경제대공황의 여파를 극복하기 위해 경제 부흥을 이루려 한 정책이다.

## 일제의 조선 군사적 지배 및 병참기지화 정책들
일본은 식민지 조선을 대륙 진출을 위한 병참 기지로 사용할 계획이었다. 
- 일본 제국 - 헌병대 : 무단 통치기의 헌병 배치부터 시작해서 대표적인 일제의 군사적 지배로 평가된다.

- 일본 제국 - 보국대 : 헌병대와 더불어 악명이 높았던 양대 지배 세력이다. 위안부 동원에도 연관됐다.

- 일본 제국 - 간도특설대 : 대대급 특수부대였으며 항일 투쟁 게릴라 세력을 겨냥한 조선인 중심의 조직이다.

- 일본 제국 - 순사 모집 : 조선인들은 출세하기 위해 매우 많은 인원이 순사 모집에 지원하려 몰려들었다.

- 일본 제국 - 흥남공업도시 : 군수산업을 위해 건설한 일본의 계획 도시로 일제의 전쟁수행에 많은 뒷받침이 됐다.

- 일본 제국 - 수풍댐 : 최대 규모의 댐이었던 수풍댐은 산업을 위한 전력 생산에 알맞았다.

- 일본 제국 - 진해 계획 도시 : 해군 기지로 사용할 목적으로 진해를 군사기지화했으며 욱일기 모양의 광장도 있다.

- 일본 제국 - 남면북양 : 공업 원료 증산의 정책으로, 한반도의 남쪽에서는 면화를 재배하게 하고, 북쪽에서는 가구당 5마리씩 양을 사육하게 한 정책이다..

## 같이 보기
- 일제강점기